# Apparatčik
Apparatčik ([əpːʌˈraʨɪk], plurale apparatčiki, in russo Aппаратчик?) è un termine colloquiale russo per indicare un funzionario  a tempo pieno del Partito Comunista dell'Unione Sovietica o del governo sovietico; ovvero, un burocrate "apparato" del partito, nel quale ricopre qualche responsabilità ma con l'eccezione delle più alte cariche dirigenziali.

## Origine del termine
I membri dell'apparato venivano frequentemente trasferiti a differenti incarichi di responsabilità, solitamente con poco o nessun tipo di addestramento per il nuovo incarico. Il termine apparatčik di "membro dell'apparato" veniva quindi solitamente utilizzato per descrivere la professione occupata della persona.

## Accezione
Nel passato tale termine veniva solitamente associato a un atteggiamento, o a un'apparenza specifica della persona, e utilizzato spesso dagli "stranieri" con connotazioni dispregiative.
Oggi questo termine inoltre è usato in molti contesti al di fuori dell'Unione Sovietica, e per esempio lo si usa spesso per descrivere impiegati che causano ingorghi burocratici o come contrario di burocrate efficiente.